# 그렉 코언
그렉 코언(영어: Greg Cohen, 1953년 7월 13일 ~ )는 미국의 재즈 베이시스트다.